# 井伊直興
井伊 直興（いい なおおき）は、江戸時代前期から中期の譜代大名。江戸幕府大老。近江彦根藩の第5代藩主および第8代藩主。直治（なおはる）・直該（なおもり）とも名乗る。井伊直縄の長男。官位は正四位上左中将・掃部頭。井伊直弼の高祖父にあたる。

## 生涯
明暦2年（1656年）3月6日、井伊直縄（第3代藩主・井伊直孝の四男）の長男として誕生。母は桜居氏。幼名は吉十郎。はじめ諱は直興を名乗る。
万治元年（1658年）に父・直縄が死去し、同年に彦根藩の世子・井伊直滋（直孝の長男）が廃嫡されると、井伊直澄（直孝の五男）が本家の家督を継いだ。祖父・直孝が直縄の子である直興に後を継がせるように遺言していたため、寛文12年（1672年）11月27日に叔父・直澄の養子になり、延宝4年（1676年）の直澄の死去により家督を継いで彦根藩第5代藩主となった。
彦根での治世は、延宝6年（1678年）に困窮と拝借金の支給を訴えた藩士76人を追放、延宝7年（1679年）に家中法度を定め、家臣に対して厳しく統制を行った一方で、下屋敷（槻御殿）に楽々園、瀟湘八景や近江八景を模した玄宮園を建造し、領内の琵琶湖に面した松原港・長曾根港を改築するなど土木事業に莫大な資金を投じた。さらに貞享2年（1685年）には一転して藩士に対する融資制度を開始、元禄4年（1691年）には家老の木俣守長に命じて藩士の家系や由緒を集めて「侍中由緒書」を編纂、元禄6年（1693年）に藩士に対して上米を命じた。元禄10年（1697年）1月11日には追放した藩士76人に帰参を命じたり、元禄12年（1699年）に彦根藩で飢饉が発生した時は救米支援をしている。
江戸幕府内においては、延宝8年（1680年）に溜間詰となり、徳川綱吉が第5代将軍に任じられた朝廷への返礼の使者を務めた。延宝9年（1681年）、越後騒動で改易となった松平光長を江戸屋敷に預かる。さらに元禄元年（1688年）11月には日光東照宮の改修総奉行に任命され、元禄2年（1689年）7月から元禄3年（1690年）7月にかけて仙台藩主・伊達綱村と協力して大規模な修復を果たして功を挙げたため、元禄8年（1695年）11月28日に江戸城御用部屋入りを命ぜられ老中待遇となり、元禄10年6月13日には大老となった。
元禄13年（1700年）3月2日に病を理由に辞任して国に帰り、元禄14年（1701年）3月5日に八男の直通に家督を譲って隠居した。同年12月に直治と名を改め、のち剃髪して覚翁と号した。ところが、直通が宝永7年（1710年）7月に22歳で早世し、十男の直恒に跡を継がせたが同年10月に間もなく病死した。覚翁は後継の藩主を相次いで失ったため、次の男子が成長するまで還俗して直該と改め、彦根藩第8代藩主として再立した。さらに翌年の正徳元年（1711年）2月13日に大老に再任し、官位も正四位上中将まで進んでいる。これは当時、徳川家宣が第6代将軍に就任して間もない時期で、幕臣筆頭の立場である井伊家が政権に加わることで安定化を図る目的があったことが理由の1つと考えられる。
正徳2年（1712年）10月14日に将軍・家宣が死去、正徳3年（1713年）3月26日にその息子で第7代将軍となる家継が元服すると烏帽子親を務めた。正徳4年（1714年）2月15日に十三男の直惟が元服すると2月23日に大老を辞任、直惟に家督を譲って隠居し、名を直興に戻した後、正徳5年（1715年）12月に出家して全翁と改めた。また十四男の直定にも1万石を分知し、彦根新田藩を創設した。
享保2年（1717年）4月20日、彦根にて62歳で死去した。遺骸は歴代藩主とは別に永源寺（滋賀県東近江市）に葬られた。戒名は長寿院覚翁知性。
十二男の直矩は同族の遠江掛川藩主・井伊直朝の養嗣子となり、宝永3年（1706年）に越後与板藩に移封された。また、家臣と娘との間に生まれた外孫の井伊直員も与板藩主になっている。

## 経歴
※日付＝旧暦
- 1672年（寛文）12年
  - 11月26日、世継ぎとなる。
  - 12月28日、従四位下に叙位。侍従に任官し、玄蕃頭を兼任。諱は直之。
- 1676年（延宝4年）2月23日、家督相続し、藩主となる。
- 1678年（延宝8年）
  - 9月6日、玄蕃頭を掃部頭に任替。
  - 10月14日、左近衛権少将に転任。掃部頭の兼任は留任。
- 1697年（元禄10年）6月13日、幕府の大老となる。
- 1700年（元禄13年）3月2日、大老は御役御免。
- 1701年（元禄14年）
  - 3月5日、隠居。
  - 5月、諱を直治と改める。
  - 12月18日、掃部頭を右衛門大夫に任替。
- 1710年（宝永7年）
  - 5月、出家し、覚翁を号す。
  - 11月13日、再家督相続。右衛門大夫を掃部頭に任替。
- 1711年（正徳元年）
  - 2月13日、再度、大老となる。
  - 5月21日、諱を直該と改める。
  - 10月1日、正四位上に昇叙し、左近衛権中将に転任。掃部頭の兼任は留任。
- 1714年（正徳4年）
  - 2月13日、大老を辞職。
  - 2月23日、隠居し、掃部頭を右衛門督に任替し、諱を直興と改める。
  - 12月23日、出家し、全翁を号す。
- 1717年（享保2年）4月20日、卒去（享年62）。

※参考資料＝「柳営補任」、児玉幸多監修・新田完三編「内閣文庫蔵　諸侯年表」東京堂出版、「系図纂要」

## 人物
- 2度大老を務め、家督を継ぐことも2度、改名することは4度とめまぐるしい生涯を送った。また歴代藩主の中では井伊直政・直孝父子に次ぐ井伊氏の中興の祖と評価されている。幕末の井伊直弼も直興を尊敬し、手本としていた。
- 元禄8年に領内全ての領民（約27万人）から1文ずつの奉加金を集めて彦根城の北東方向（鬼門）に長寿院[注釈 5]（大洞弁財天）を建立した。長寿院は極彩色で欄間に眠り猫や象の彫刻があることから「彦根日光」と称される。
- 譜代大名で能楽に興味がある家は珍しかったが、第5代将軍・綱吉が大の能楽好きであったため、直興は貞享3年（1686年）に55人もの能役者を一斉に召し抱えている。しかし後に元禄14年の隠居の時に1人を除いて全員解雇している。
- 大老在任中には第7代将軍・家継の継嗣問題や江島生島事件などに対処している。また天和元年（1681年）には不行跡を咎められて改易された酒井忠能を預かっている。

## 系譜
- 父：井伊直縄
- 母：桜井氏
- 養父：井伊直澄
- 室：玉米氏
  - 八男：井伊直通
- 室：大橋氏
  - 十男：井伊直恒
- 室：寺沢氏
  - 十二男：井伊直矩
- 室：田山氏
  - 十三男：井伊直惟
- 室：平石氏
  - 十四男：井伊直定
- 室：上原氏
  - 女子：井伊直朝室
- 室：宮本氏
  - 女子：阿部正喬室
- 室：里見氏
  - 女子：印具保重室
  - 女子：三条公充室
- 室：梅原氏
  - 女子：木俣守吉室、後に木俣守嘉室
- 室：竹内氏
  - 女子：松平康弘室